# Sylvie in Nashville
 (juillet 2017).
Albums de Sylvie Vartan
Soleil bleu Une vie en musique
Sylvie in Nashville est le 41e album studio de Sylvie Vartan, sorti en 2013.

## Liste des titres
1. Cheveux au vent
2. I like it I love it
3. Étrangère
4. Ciel
5. Dans le bayou
6. Le Feu sous la glace
7. Loin d'ici
8. Sandy
9. En rouge et or
10. Si les années
11. Mr John B
12. Non merci
13. Come a Little Closer

Liste des titres en bonus sur le CD album collector :
1. C'est bon de vous voir
2. Nos retrouvailles